# Leynes
Leynes est une commune française située dans le département de Saône-et-Loire, en région Bourgogne-Franche-Comté.

## Géographie

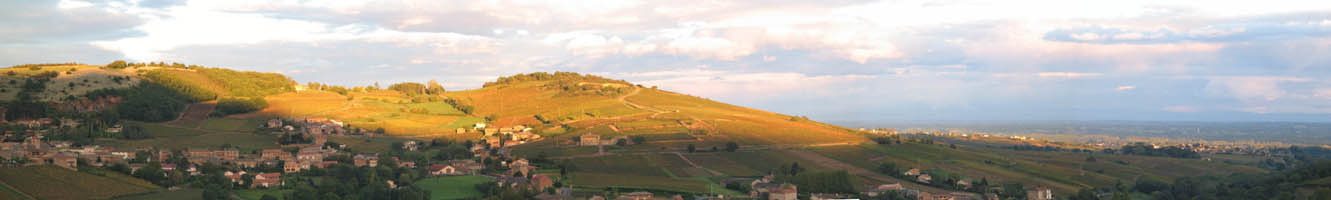

Leynes est située à 15 km au sud-ouest de Mâcon, dans la vallée de l'Arlois, sur les derniers contreforts du massif central. Le village côtoie Chasselas et Chânes et à est proximité immédiate de la Roche de Solutré et du village de Fuissé. Leynes et Chasselas forment un amphithéâtre sur la vallée de l'Arlois. La vue orientée vers le sud s'ouvre depuis le coteau ouest (où est situé le bourg) sur les monts vallonnés de Saint-Vérand et Saint-Amour. Depuis le coteau est, on domine la plaine de Saône avec plus loin les monts du Bugey et les monts du Lyonnais. Enfin, certains jours, on aperçoit clairement à l'horizon le mont Blanc éclairé par le soleil couchant. Au-dessus du bourg, le Bois de Fée offre un superbe panorama. L'orientation de ce site qui forme le point culminant d'une pente progressive sud-nord en fait un endroit réputé pour la pratique du cerf-volant et de l'aéromodélisme.

### Communes limitrophes
Les communes limitrophes sont Fuissé, Cenves, Chaintré, Chânes, Chasselas, Pruzilly et Saint-Vérand.

### Climat
Pour des articles plus généraux, voir Climat de la Bourgogne-Franche-Comté et Climat de Saône-et-Loire.
En 2010, le climat de la commune est de type climat océanique altéré, selon une étude du Centre national de la recherche scientifique s'appuyant sur une série de données couvrant la période 1971-2000. En 2020, Météo-France publie une typologie des climats de la France métropolitaine dans laquelle la commune est dans une zone de transition entre le climat semi-continental et le climat de montagne et est dans la région climatique Bourgogne, vallée de la Saône, caractérisée par un bon ensoleillement (1 900 h/an), un été chaud (18,5 °C), un air sec au printemps et en été et des vents faibles.
Pour la période 1971-2000, la température annuelle moyenne est de 11,2 °C, avec une amplitude thermique annuelle de 17,9 °C. Le cumul annuel moyen de précipitations est de 890 mm, avec 10,7 jours de précipitations en janvier et 7,3 jours en juillet. Pour la période 1991-2020, la température moyenne annuelle observée sur la station météorologique de Météo-France la plus proche, « Mâcon », sur la commune de Charnay-lès-Mâcon à 7 km à vol d'oiseau, est de 12,3 °C et le cumul annuel moyen de précipitations est de 833,7 mm. 
La température maximale relevée sur cette station est de 39,8 °C, atteinte le 13 août 2003 ; la température minimale est de −21,4 °C, atteinte le 15 février 1956,,.
Les paramètres climatiques de la commune ont été estimés pour le milieu du siècle (2041-2070) selon différents scénarios d'émission de gaz à effet de serre à partir des nouvelles projections climatiques de référence DRIAS-2020. Ils sont consultables sur un site dédié publié par Météo-France en novembre 2022.

## Urbanisme

### Typologie
Au 1er janvier 2024, Leynes est catégorisée commune rurale à habitat dispersé, selon la nouvelle grille communale de densité à sept niveaux définie par l'Insee en 2022.
Elle est située hors unité urbaine. Par ailleurs la commune fait partie de l'aire d'attraction de Mâcon, dont elle est une commune de la couronne,. Cette aire, qui regroupe 105 communes, est catégorisée dans les aires de 50 000 à moins de 200 000 habitants,.

### Occupation des sols
L'occupation des sols de la commune, telle qu'elle ressort de la base de données européenne d’occupation biophysique des sols Corine Land Cover (CLC), est marquée par l'importance des territoires agricoles (78,7 % en 2018), en diminution par rapport à 1990 (80,1 %). La répartition détaillée en 2018 est la suivante : cultures permanentes (64,5 %), prairies (11,8 %), zones urbanisées (9,2 %), espaces verts artificialisés, non agricoles (6,7 %), forêts (5,4 %), zones agricoles hétérogènes (2,5 %). L'évolution de l’occupation des sols de la commune et de ses infrastructures peut être observée sur les différentes représentations cartographiques du territoire : la carte de Cassini (XVIIIe siècle), la carte d'état-major (1820-1866) et les cartes ou photos aériennes de l'IGN pour la période actuelle (1950 à aujourd'hui).

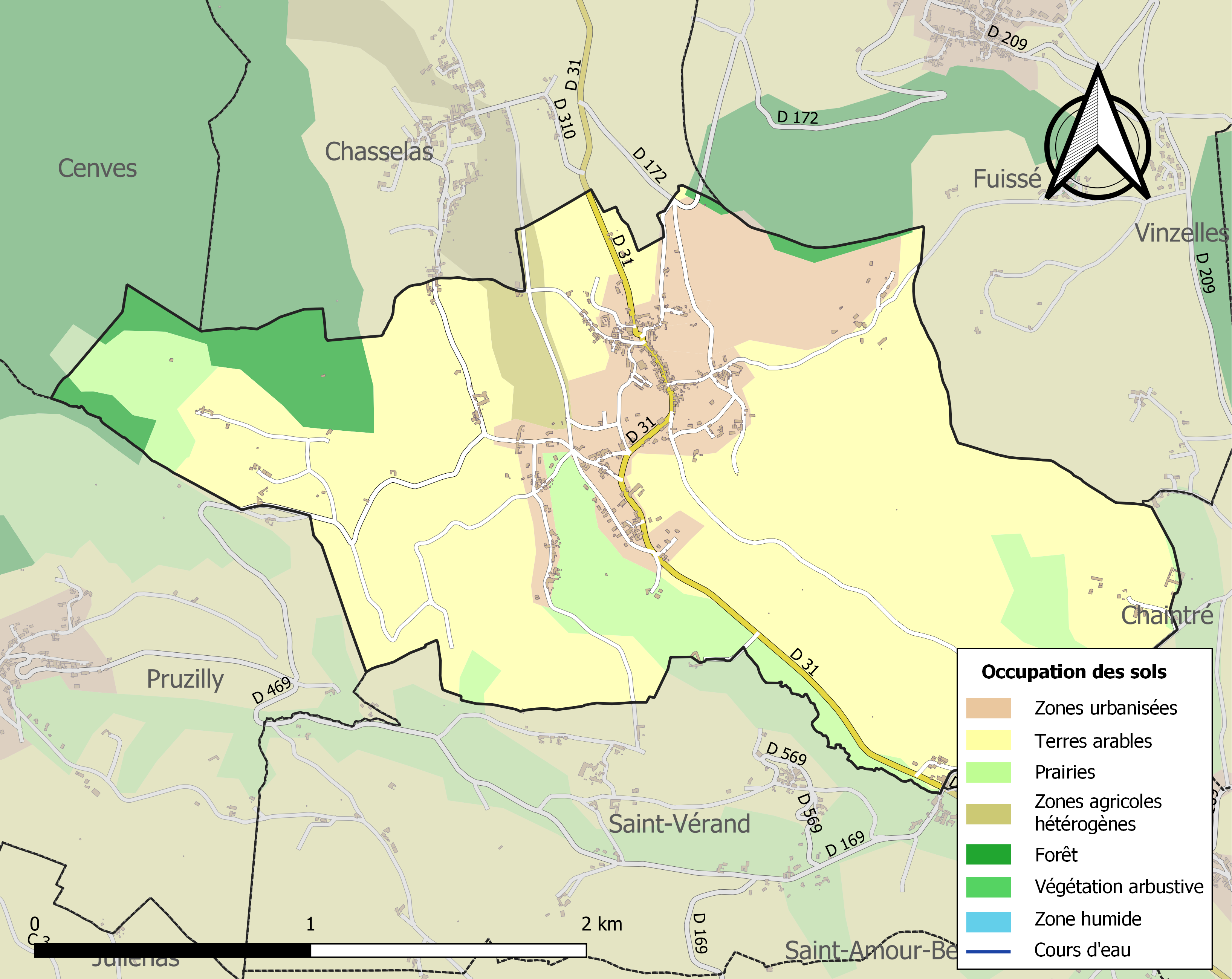
Carte des infrastructures et de l'occupation des sols de la commune en 2018 (CLC).

## Histoire
Au Moyen Âge, le village est une place forte du duché de Bourgogne car il permet le contrôle de la plaine de la Saône. Mais en 1471, le roi de France Louis XI en guerre avec le duc de Bourgogne Charles le Téméraire prend la forteresse sans résistance.

## Politique et administration

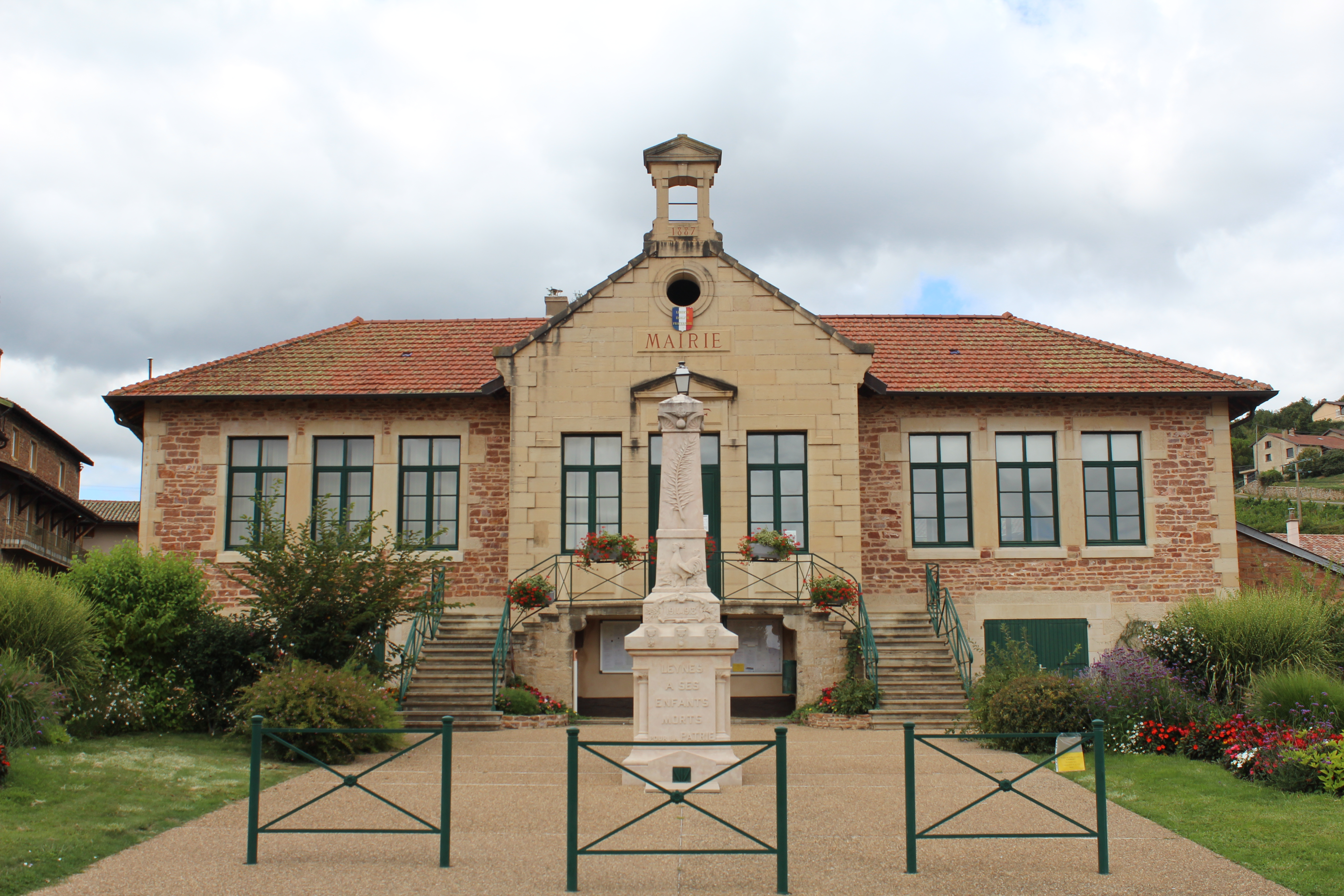
La mairie.

| Période                                  | Période  | Identité       | Étiquette | Qualité |
| ---------------------------------------- | -------- | -------------- | --------- | ------- |
| 1983                                     | 2020     | René Dondin    |           |         |
| 2020                                     | en cours | Bernard Martin |           |         |
| Les données manquantes sont à compléter. |          |                |           |         |

## Population et société

### Démographie
L'évolution du nombre d'habitants est connue à travers les recensements de la population effectués dans la commune depuis 1793. Pour les communes de moins de 10 000 habitants, une enquête de recensement portant sur toute la population est réalisée tous les cinq ans, les populations de référence des années intermédiaires étant quant à elles estimées par interpolation ou extrapolation. Pour la commune, le premier recensement exhaustif entrant dans le cadre du nouveau dispositif a été réalisé en 2008.

En 2022, la commune comptait 506 habitants, en évolution de −3,44 % par rapport à 2016 (Saône-et-Loire : −1,06 %, France hors Mayotte : +2,11 %).
| 1793 | 1800 | 1806 | 1821 | 1831 | 1836 | 1841 | 1846 | 1851 |
| ---- | ---- | ---- | ---- | ---- | ---- | ---- | ---- | ---- |
| 659  | 609  | 513  | 596  | 636  | 662  | 675  | 697  | 654  |

| 1856 | 1861 | 1866 | 1872 | 1876 | 1881 | 1886 | 1891 | 1896 |
| ---- | ---- | ---- | ---- | ---- | ---- | ---- | ---- | ---- |
| 654  | 656  | 701  | 686  | 729  | 794  | 758  | 703  | 719  |

| 1901 | 1906 | 1911 | 1921 | 1926 | 1931 | 1936 | 1946 | 1954 |
| ---- | ---- | ---- | ---- | ---- | ---- | ---- | ---- | ---- |
| 694  | 701  | 636  | 565  | 506  | 446  | 463  | 405  | 439  |

| 1962 | 1968 | 1975 | 1982 | 1990 | 1999 | 2006 | 2008 | 2013 |
| ---- | ---- | ---- | ---- | ---- | ---- | ---- | ---- | ---- |
| 471  | 472  | 420  | 438  | 468  | 503  | 487  | 483  | 509  |

| 2018 | 2022 | - | - | - | - | - | - | - |
| ---- | ---- | - | - | - | - | - | - | - |
| 511  | 506  | - | - | - | - | - | - | - |

### Cultes
Leynes appartient à l'une des sept paroisses composant le doyenné de Mâcon (doyenné relevant du diocèse d'Autun) : la paroisse Notre-Dame-des-Vignes en Sud-Mâconnais, paroisse qui a son siège à La Chapelle-de-Guinchay et qui regroupe quatorze villages du Mâconnais.

## Culture locale et patrimoine

Les vignobles du Mâconnais.

### Vignoble
Le vignoble se déroule sur les pentes des collines qui constituent les derniers contreforts du Massif central, avant la Saône et la plaine de Bresse. La vallée de l'Arlois est la seule vallée du vignoble de bourgogne où l'on produit à la fois les vins blancs, rosés et rouge du Sud de la Bourgogne et du Nord du Beaujolais. Elle doit cette particularité à une frontière géologique qui la traverse :
- sols sédimentaires argilo-calcaires, basiques au nord - cépage chardonnay -- Saint-Véran, Bourgogne blanc ;
- sols sableux acides provenant de la décomposition plus ou moins accomplie des roches granitiques au sud - cépage gamay (vins rouges et rosés) ou chardonnay (vins blancs) -- Beaujolais-Leynes, Beaujolais-Village, Beaujolais et Bourgogne rouge.

### Lieux et monuments

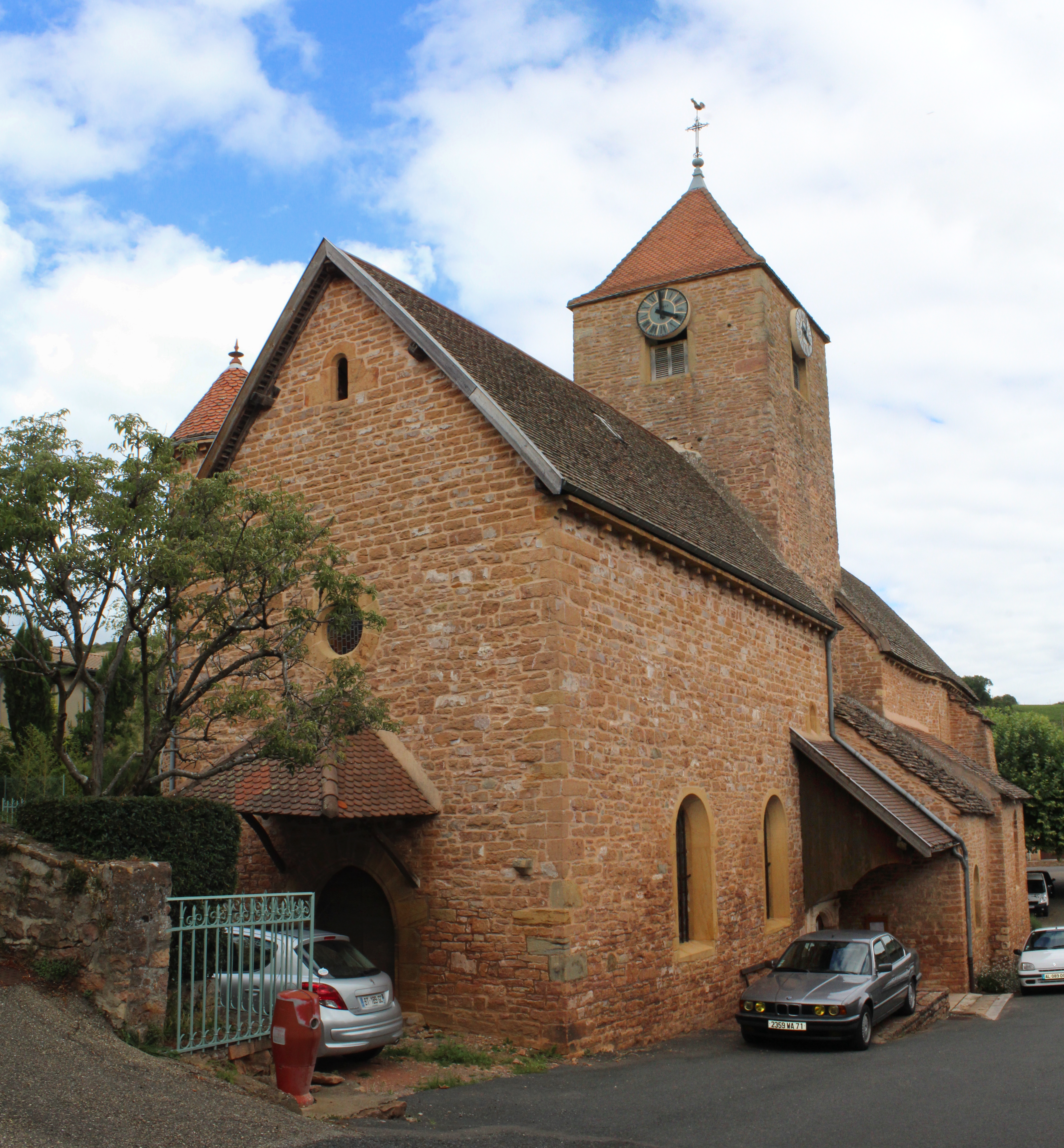
L'église.

- Leynes dispose d'une église, placée sous le vocable de saint Vital et relevant de la paroisse Notre-Dame-des-Vignes en Sud-Mâconnais (La Chapelle-de-Guinchay).
- Le château de Leynes, situé au sommet du village, a été fondé en 1423.
- Le château des Correaux, demeure du XVIIIe siècle, reflète le style architectural du Mâconnais. La famille Bernard y perpétue une tradition vigneronne.
- Le château de Lavernette, propriété viticole.
- Borne aux armes de l'abbaye Saint-Philibert de Tournus, vraisemblablement du XVIIIe siècle[18].
- La croix Bellicart, calvaire portant la date de 1840 et sorti de l'atelier du tailleur de pierre Jean Bare de Chaintré[19].
- La croix dite des Batailles, qui date de 1879 mais dont le socle, ancien, rappelle une croix du XVIIe siècle, dressée en 1675 et objet d'un vœu paroissial[20].

### Héraldique
| Blason de Leynes | Blason  | De gueules à la crosse contournée d'or à dextre et à l'épée haute du même à senestre. |
| Blason de Leynes | Détails | Le statut officiel du blason reste à déterminer.                                      |

## Pour approfondir